# شازلت
شازلت (به فرانسوی: Chazelet) یک کمون در فرانسه است که در اندر واقع شده‌است. شازلت ۱۱٫۷۳ کیلومتر مربع مساحت و ۱۱۸ نفر جمعیت دارد و ۲۱۵ متر بالاتر از سطح دریا واقع شده‌است.